# Раздеришин, Александр Васильевич
Александр Васильевич Раздеришин (26 августа [6 сентября] 1746 или 6 сентября 1754, Екатеринбург — 24 августа [5 сентября] 1812 или 5 сентября 1812, Санкт-Петербург) — российский учёный-минералог, специалист по горному делу.
Член-корреспондент Императорской академии наук и художеств в Санкт-Петербурге (1795).

## Биография
Родился 26 августа (6 сентября) 1746 года в городе Екатеринбурге.
В 1772 году направлен Берг-коллегией в Карелию на Олонецкие Петровские заводы.
Участник экспедиций по изучению природы России, первооткрыватель месторождения переливта.
Коллекция А. В. Раздеришина была передана в 1795 году в Минералогический музей Академии наук.
Скончался 24 августа (5 сентября) 1812 в Санкт-Петербурге.